# Ariel Rodríguez (ur. 1989)
Ariel Francisco Rodríguez Araya (ur. 27 września 1989 w San José) – kostarykański piłkarz występujący na pozycji napastnika w klubie Deportivo Saprissa oraz w reprezentacji Kostaryki. Wychowanek Santosu Guápiles, w swojej karierze grał także w takich zespołach jak Puntarenas, Belén, BG Pathum United, PTT Rayong i Ho Chi Minh City.